# 翁厄曼蘭
翁厄曼蘭（瑞典語：Ångermanland）是位於瑞典北部，諾爾蘭地區的一個舊省。與梅代爾帕德、耶姆特蘭、拉普蘭、西博滕陸上相鄰。 